# Nampicuan
Nampicuan ist eine philippinische Stadtgemeinde in der Provinz Nueva Ecija. Sie hat 14.954 Einwohner (Zensus 1. August 2015).

## Baranggays
Nampicuan ist politisch unterteilt in 21 Baranggays.
| - Alemania - Ambassador Alzate Village - Cabaducan East (Pob.) - Cabaducan West (Pob.) - Cabawangan - East Central Poblacion - Edy - Maeling - Mayantoc - Medico - Monic | - North Poblacion - Northwest Poblacion - Estacion - West Poblacion - Recuerdo - South Central Poblacion - Southeast Poblacion - Southwest Poblacion - Tony - West Central Poblacion |